# Remember (Big Bang)
Remember è il terzo album in studio del gruppo musicale sudcoreano Big Bang, pubblicato il 5 novembre 2008 dalla YG Entertainment.

## Promozione
Sunset Glow, originariamente del cantante Lee Moon-sae, è stato utilizzato come primo singolo estratto dall'album, e durante il KBS Music Festival 2008, i Big Bang hanno interpretato il brano insieme a Lee. Strong Baby, brano da solista di Seungri è stato pubblicato come secondo singolo estratto il 1º gennaio 2009.

## Successo commerciale
Prima della pubblicazione, l'album ha superato le 200 000 copie in preordine.

## Tracce
1. Intro (Everybody Scream) (Intro (모두 다 소리쳐)) - 1:44
2. Oh, Ah, Oh (오, 아, 오) - 3:46
3. Sunset Glow (뷹은 노을) - 3:24
4. Twinkle Twinkle (반짝 반짝) - 3:38
5. Strong Baby (Seungri solo) - 3:43
6. Wonderful - 3:28
7. Foolish Love (멍청한 사랑) - 4:02
8. Day by Day (Acoustic Version) (하루하루) - 4:41
9. Lies (Remix) (거짓말) - 3:28
10. Last Farewell (Remix) (마지막 인사) - 4:02
11. Remember - 3:19